# Панков, Валерий Юрьевич
Валерий Юрьевич Панков (род. 28 июня 1960, Москва) — советский и российский певец с четырёхоктавным звуковым диапазоном, в исполнении которого звучали музыкальные вступления и песни большинства диснеевских мультфильмов в 1990-е.

## Биография
Родился 28 июня 1960 года в Москве. Рос без отца. С детства занимался спортом: сначала футболом, затем тяжёлой атлетикой. Имеет первый юношеский разряд.
Учился в музыкальной школе. Пел в школьных концертах. На одном из них его заметили студенты МИФИ и пригласили в институтский ансамбль. Концерты давали в клубе рядом со станцией метро Каширская.
По окончании школы поступил в МАИ. Летом подрабатывал пионервожатым в загородных лагерях. Пел в любительских ВИА.
После института переехал в Петрозаводск, где устроился работать в Карельскую филармонию. Познакомился с будущей женой, тенор-саксофонисткой Ларисой.
Возвратился в Москву. Начал заниматься в студии «Рекорд» Юрия Чернавского. Студия была известна как «фабрика юных талантов». Вскоре Валерий стал петь в группе «Последний шанс». Освоил такие музыкальные инструменты, как бас-балалайка, гитара, колокольчики. Благодаря чревовещательнице Раисе Виноградовой освоил мастерство звукоподражания. Обладает уникальной способностью одновременно воспроизводить голосом мелодию в сопровождении звучания ритм-секции. Выступал на эстраде с номером «Воображаемый фестиваль», в котором пел голосами Робертино Лоретти, Луи Армстронга, Пола Маккартни, Криса Нормана, Сьюзи Кватро.
Когда Сергей Лисовский организует одну из первых в России продюсерских компаний, вместе с В. Пресняковым, С. Минаевым и В. Маркиным он берёт под своё крыло и В. Панкова. Лисовский организует гастрольные концерты певцов, занимаясь их раскруткой. В Лужниках проходят грандиозные шоу-дискотеки с участием молодых звёзд эстрады, на них выступает и Панков.
Вскоре Лисовский создаёт музыкальный спектакль «Металлист» на основе мюзикла «Улицы». Панков исполняет одну из главных ролей.
По окончании контракта все участники спектакля занялись сольной карьерой. Менеджером Панкова стал Михаил Зотов, в прошлом — руководитель популярного ансамбля. Благодаря ему Панков получает роли в ведущих мюзиклах. Самый известный проект — запись мюзикла «Иисус Христос — суперзвезда», в котором Панков озвучил сразу несколько ролей.
Режиссёр Георгий Гахокия пригласил Панкова в музыкальный фильм «Если хочешь быть счастливым», где он сыграл две роли: сказочного Иванушку и современного парня.
Вскоре Панков выпустил первый альбом на фирме «Мелодия»: диск-гигант «Детство, юность и…», на котором записаны песни в исполнении его и Раисы Саед-Шах.
В 1991 году победил в кастинге компании Disney и озвучивал мультипликационные сериалы «Чип и Дейл спешат на помощь», «Утиные истории», «Приключения мишек Гамми», «Чудеса на виражах» и другие. 
Вместе с женой Ларисой, мультиинструменталисткой, записал несколько альбомов. Специально для него написали песни Сергей Васильченко (экс-группа «Диалог»), Алексей Аедоницкий (сын композитора П. Аедоницкого), Владимир Якушенко (экс-группа «Автограф»).
В 2000 году сочинил рок-оперу «Золушка». В студийной записи все вокальные партии исполнены Валерием и Ларисой Панковыми. Пробный тираж был выпущен в 2005 году на студии звукозаписи «Раритетъ». С тех пор несколько раз переиздавался, дополненный новыми треками. Исполнял песни для некоторых российских рекламных роликов.
Вместе с женой Валерий организовал дуэт «Панкофф ЛаВа» и выступает на концертных площадках.

## Дискография
- 1989 — «Детство, юность…» (Совместно с Р. Саед-Шах)
- 1990 — «Добрый альбом»
- 1990 — «Спасибо друзьям»
- 1991 — «Избранник дороги»
- 1992 — «Нота „До“. Вечер в окне»
- 1992 — «Иисус Христос — суперзвезда» (Участие в общем проекте). Диск переиздавался в 1996 и 2003 гг.
- 1994 — «Битлз — Forever. The Beatles — Навсегда» (Совместно с группой под управлением Вадима Буликова). Альбом состоит из песен группы The Beatles, перепетых по-новому.
- 1997 — «В ночном Театре Грёз»
- 1997 — «Хиты из мультиков-1» (Сборник песен, спетых Панковым для диснеевских мультфильмов)
- 1997 — «Рак-н-Ролл» (Двойной альбом)
- 1999 — «Хиты из мультиков-2»
- 2005 — «Золушка»